# Gonospermum
 Gonospermum  Less., 1832 è un genere di piante angiosperme dicotiledoni della famiglia delle Asteraceae, sottofamiglia Asteroideae, tribù Anthemideae (Eurasian grade) e sottotribù Anthemidinae.

## Etimologia
Il nome del genere deriva dal greco antico e significa "semi angolari" ("gono" = angolo; "spermum" = semi).
Il nome scientifico del genere è stato definito dal botanico Christian Friedrich Lessing (1809-1862) nella pubblicazione " Synopsis Generum Compositarum Earumque Dispositionis Novae Tentamen Monographiis Multarum Capensium Interjectis... Berolini [Berlin]" (Syn. Gen. Compos. 263) del 1832.

## Descrizione

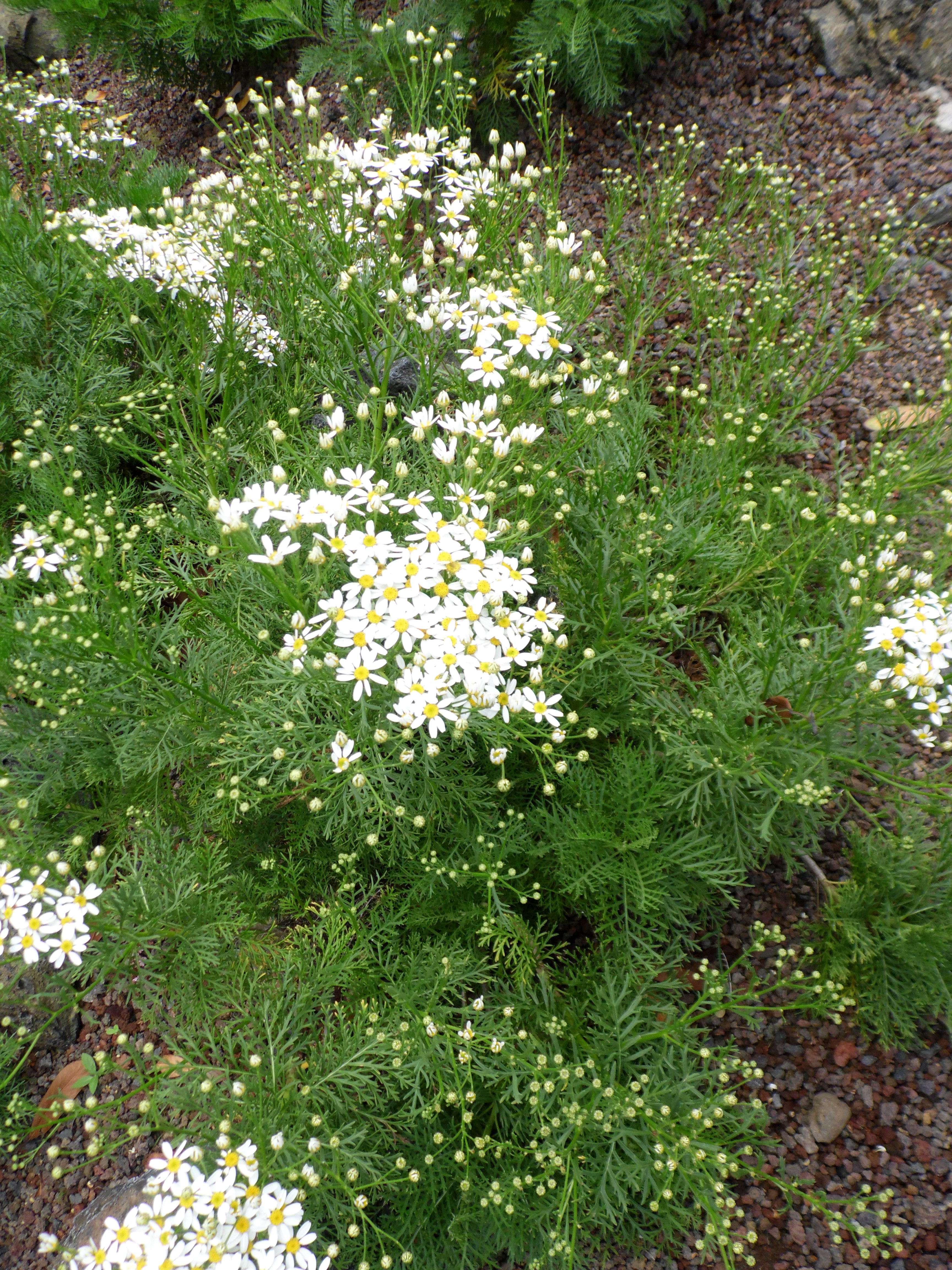
Il portamento
Gonospermum ferulaceum

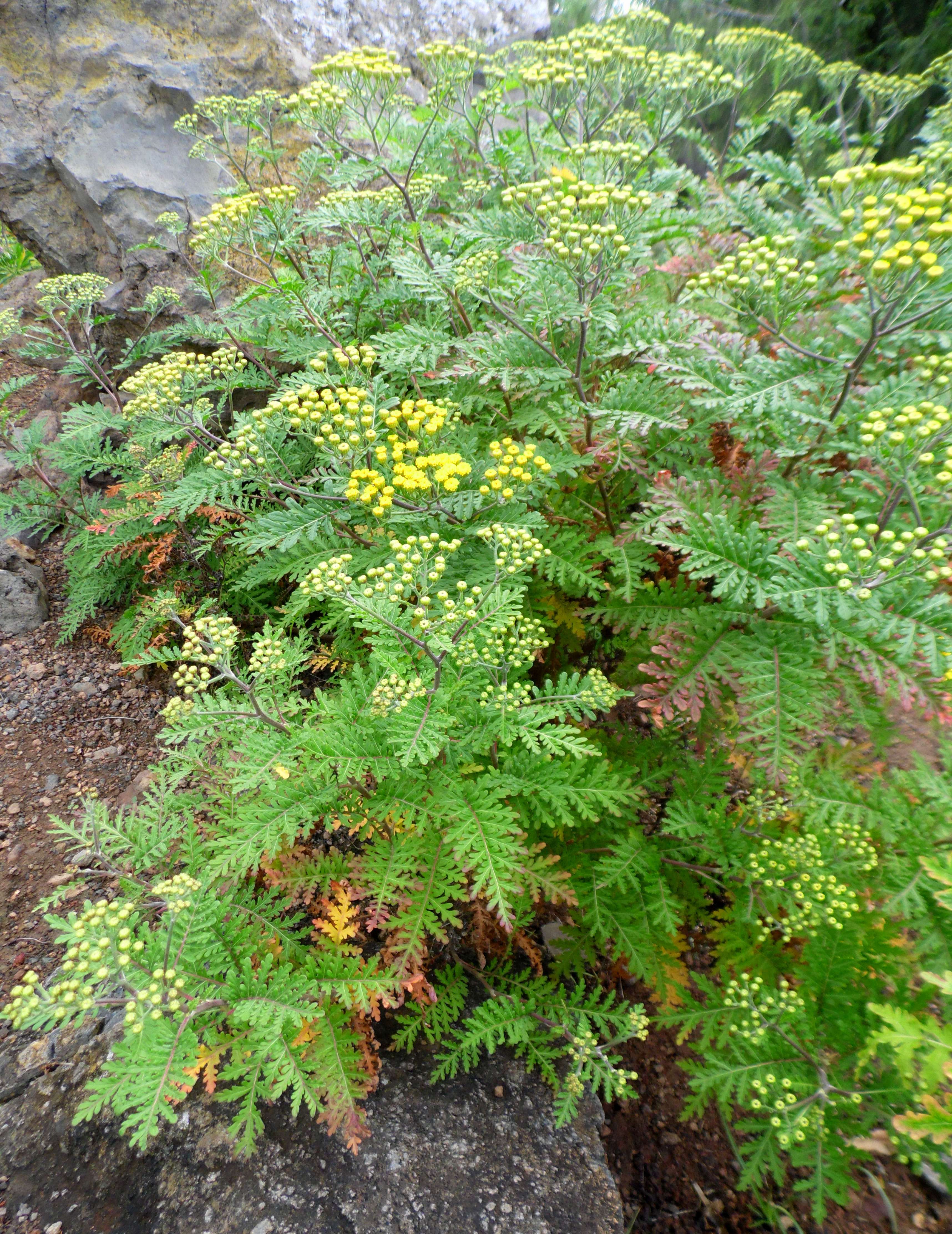
Le foglie
Gonospermum gomerae

Infiorescenza
Lugoa revoluta

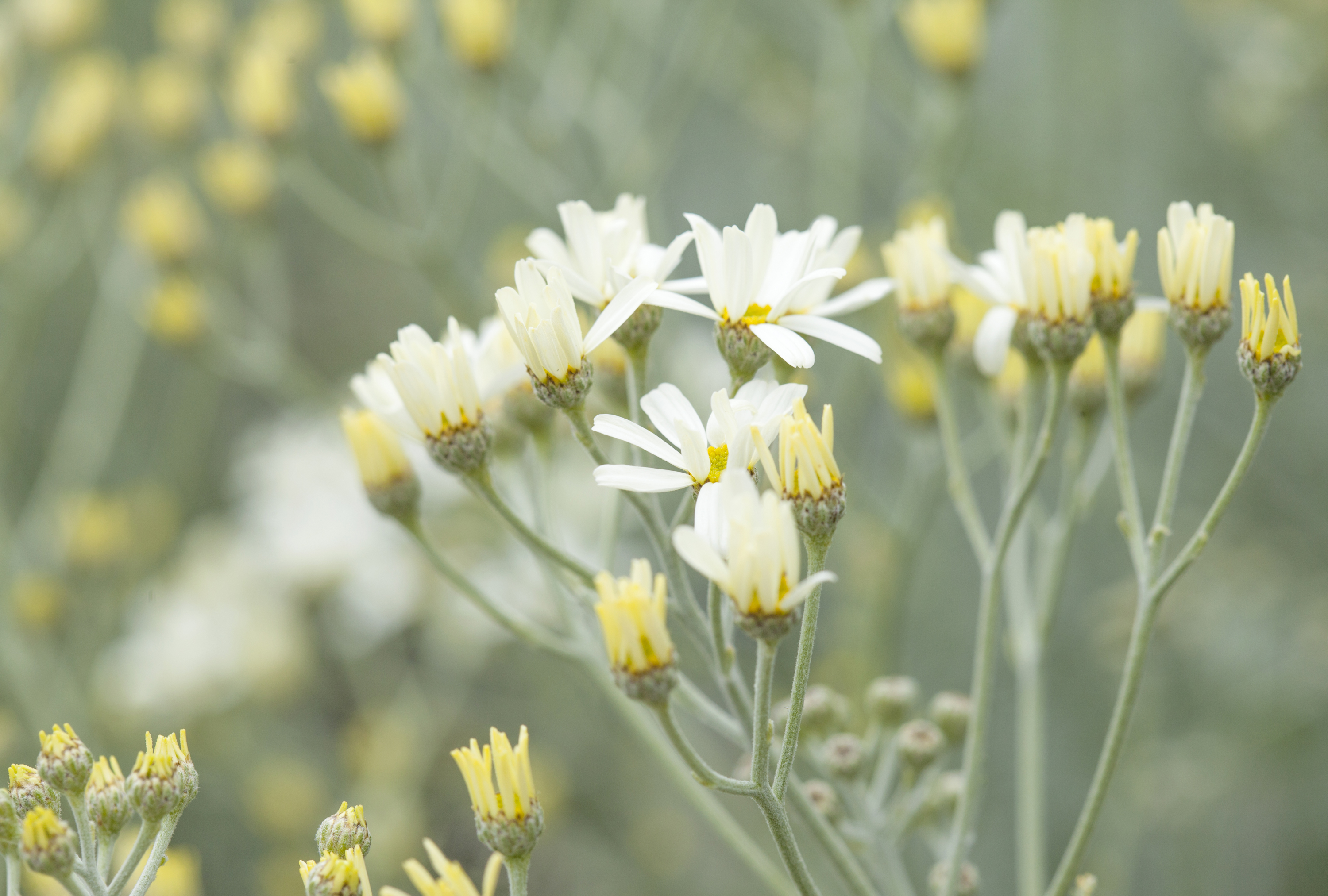
I fiori
Gonospermum ptarmiciflorum

Portamento. Le specie di questo genere sono perenni, con habitus sia erbaceo che di tipo subarbustivo. L'indumento è formato da peli medifissi.
Fusto. La parte aerea in genere è eretta, semplice o ramosa. Può essere legnosa alla base.
Foglie. Le foglie lungo il fusto sono disposte in modo alterno. La lamina varia da dentata-lobata a 1-2-pennatosetta o 1-2-pennatopartita.
Infiorescenza. Le sinflorescenze comprendono sia capolini solitari che raggruppati in densi corimbi. Le infiorescenze vere e proprie sono composte da un capolino terminale di tipo sia radiato o discoide. La struttura dei capolini è quella tipica delle Asteraceae: un peduncolo sorregge un involucro, con forme da emisferiche a obconiche, composto da diverse brattee, al cui interno un ricettacolo fa da base ai fiori di due tipi: fiori del raggio e fiori del disco. Le brattee, a consistenza erbacea (strettamente scariose, chiare o scure sui margini), sono disposte in modo più o meno embricato su più serie (da 2 a 4). Il ricettacolo, emisferico, è provvisto di pagliette (strettamente ellittiche e canalizzate) avvolgenti la base dei fiori.
Fiori.  I fiori sono tetra-ciclici (formati cioè da 4 verticilli: calice – corolla – androceo – gineceo) e pentameri (calice e corolla formati da 5 elementi). Si distinguono in:
- fiori del raggio (esterni): sono femminili, fertili e disposti su una sola serie; la forma è ligulata (zigomorfa); a volte possono mancare o essere sterili o neutri;
- fiori del disco (centrali): sono più numerosi con forme brevemente tubulose (attinomorfe); sono ermafroditi e fertili.

- Formula fiorale:

*/x K {\displaystyle \infty }, [C (5), A (5)], G 2 (infero), achenio
- Calice: i sepali del calice sono ridotti ad una coroncina di squame.

- Corolla: 
  - fiori del raggio: la forma della corolla alla base è più o meno tubulosa-imbutiforme (a volte pelosa), mentre all'apice è ligulata; la ligula può terminare con alcuni denti; il colore è bianco;
  - fiori del disco: la forma è tubulare bruscamente divaricata in 5 lobi; i lobi, patenti o eretti, hanno una forma deltata o più o meno lanceolata; il colore è giallo.

- Androceo: l'androceo è formato da 5 stami (alternati ai lobi della corolla) sorretti da filamenti generalmente liberi; gli stami sono connati e formano un manicotto circondante lo stilo. Le antere possono essere sia di tipo basifisso che mediofisso. Il tessuto dell'endotecio non è polarizzato. Il polline è sferico con un diametro medio di circa 25 micron;  è tricolporato (con tre aperture sia di tipo a fessura che tipo isodiametrica o poro) ed è echinato (con punte sporgenti).

- Gineceo: l'ovario è infero uniloculare formato da 2 carpelli. Lo stilo (il recettore del polline) è profondamente bifido (con due stigmi divergenti) e con le linee stigmatiche marginali separate o contigue. I due bracci dello stilo hanno una forma troncata e possono essere papillosi o ricoperti da ciuffi di peli.

Frutti.  I frutti sono degli acheni con pappo (a volte il pappo può mancare). La forma degli acheni varia da cilindrica a strettamente ob-ovoide a sezione circolare con 5 coste trasversali. Il pappo è formato da una corona composta da 5 denti in corrispondenza delle coste. Il pericarpo non contiene cellule mucillaginifere e sacche di resina.

## Biologia
Impollinazione: l'impollinazione avviene tramite insetti (impollinazione entomogama tramite farfalle diurne e notturne).

Riproduzione: la fecondazione avviene fondamentalmente tramite l'impollinazione dei fiori (vedi sopra).

Dispersione: i semi (gli acheni) cadendo a terra sono successivamente dispersi soprattutto da insetti tipo formiche (disseminazione mirmecoria). In questo tipo di piante avviene anche un altro tipo di dispersione: zoocoria. Infatti gli uncini delle brattee dell'involucro (se presenti) si agganciano ai peli degli animali di passaggio disperdendo così anche su lunghe distanze i semi della pianta. Inoltre per merito del pappo (se presente) il vento può trasportare i semi anche a distanza di alcuni chilometri (disseminazione anemocora).

## Distribuzione e habitat
Le specie di questo genere sono distribuite nelle Isole Canarie.

## Sistematica
La famiglia di appartenenza di questa voce (Asteraceae o Compositae, nomen conservandum) probabilmente originaria del Sud America, è la più numerosa del mondo vegetale, comprende oltre 23.000 specie distribuite su 1.535 generi, oppure 22.750 specie e 1.530 generi secondo altre fonti (una delle checklist più aggiornata elenca fino a 1.679 generi). La famiglia attualmente (2021) è divisa in 16 sottofamiglie; la sottofamiglia Asteroideae è una di queste e rappresenta l'evoluzione più recente di tutta la famiglia.

### Filogenesi
Il gruppo di questa voce è descritto nella tribù Anthemideae, una delle 21 tribù della sottofamiglia Asteroideae). In base alle ultime ricerche nella tribù sono stati individuati (provvisoriamente) 4 principali lignaggi (o cladi): "Southern hemisphere grade", "Asian-southern African grade", "Eurasian grade" e "Mediterranean clade". Il genere  Gonospermum (insieme alla sottotribù Anthemidinae) è incluso nel clade Eurasian grade..
Nella struttura interna della sottotribù si individuano due cladi. Il genere di questa voce fa parte del clade comprendente i generi Archanthemis , Tanacetum e Xylanthemum .
I caratteri distintivi del genere sono:
- l'indumento è formato da peli medifissi;
- le sinflorescenze sono formate da densi corimbi di capolini;
- gli acheni hanno 5 coste longitudinali.

Il numero cromosomico delle specie di questo genere è: 2n = 18.
In base all'"orologio molecolare", questo genere ha iniziato a divergere circa 6 milioni di anni fa.
Un recente studio propone di descrivere il genere di questa voce all'interno del genere Tanacetum.

### Elenco delle specie
Questo genere ha 7 specie:
- Gonospermum canariense (DC.) Less.
- Gonospermum ferulaceum  (Webb) Febles
- Gonospermum fruticosum  Less.
- Gonospermum gomerae  Bolle
- Gonospermum oshanahanii  (Marrero Rodr., Febles & C.Suárez) Febles
- Gonospermum ptarmiciflorum  (Webb) Febles
- Gonospermum revolutum  (C.Sm.) Sch.Bip.

### Sinonimi
Sono elencati alcuni sinonimi per questa entità:
- Lugoa DC.